# Elektrische motorfietsen en bromfietsen

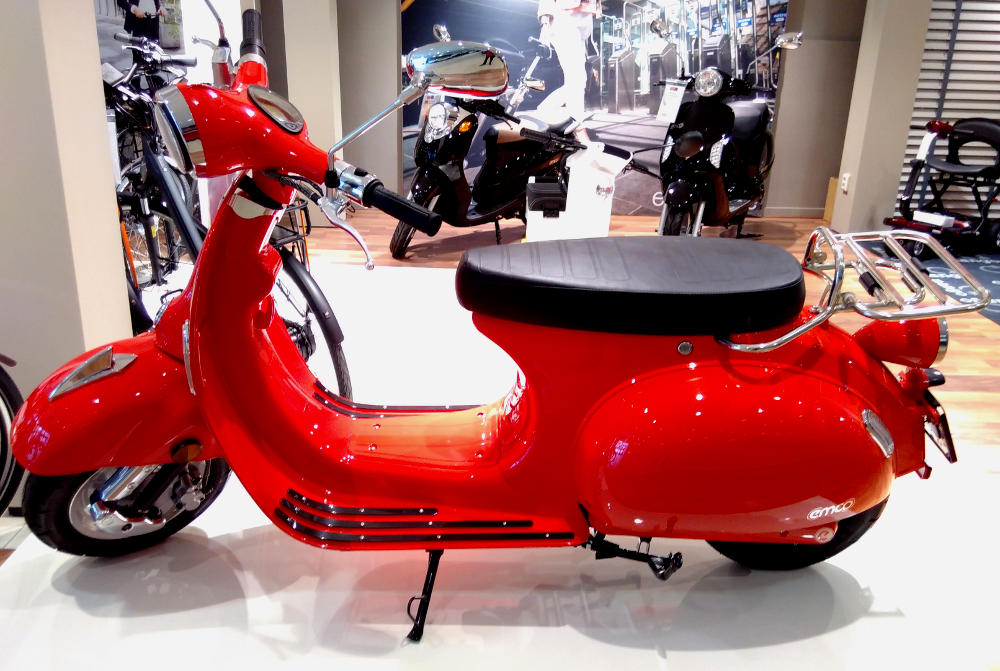
emco NOVA R 2000 elektrische scooter, retro look, rood (mei 2017)

Een elektrische motorfiets en een elektrische bromfiets zijn respectievelijk een motorfiets en een bromfiets aangedreven door een elektrische motor. Beide voertuigtypes komen vaak voor in de bouwvorm scooter, en worden dan vaak elektrische scooter of e-scooter genoemd. De elektrische lading benodigd voor de motor wordt in één of meerdere accu's opgeslagen.

## Types
In de Nederlandse en Belgische verkeerswetgeving vallen elektrische scooters in dezelfde categorie (motorfiets, bromfiets, snorfiets) als het equivalente voertuig op benzine. Afhankelijk van het type mag men in deze landen 25 kilometer per uur (snorfiets), 45 kilometer per uur (bromfiets) of sneller (motorfiets) rijden.
Er zijn verschillende merken elektrische scooters. Op de Nederlandse markt zijn voorbeelden de NIU, Silence, Super Soco en Unu. Er zijn ook elektrische scooters op de markt van merken die vooral bekend zijn van hun brandstofmodellen zoals Piaggio 1, Vespa en Sym.

## Verschillen met een benzinevariant
De aanschafwaarde van een elektrisch voertuig is vaak hoger dan de aanschafprijs van een brandstofvoertuig. Maar de kosten van brandstof en onderhoud die worden bespaard door elektrisch te rijden, zijn zo hoog dat het in veel gevallen goedkoper is om elektrisch te rijden, zelfs wanneer de aanschafprijs hierbij wordt meegenomen. En dit is niet het enige voordeel in betaalbaarheid. De overheid stimuleert elektrisch rijden en dit heeft voor veel belastingvoordelen en subsidies gezorgd. Wie bijvoorbeeld tot 2025 een elektrische auto aanschaft, bespaart op zowel aanschafbelasting als motorrijtuigenbelasting. Ook kunnen ondernemers fiscale aftrek krijgen voor milieuvriendelijke investeringen, via de zogenaamde MIA/VAMIL regeling. Zo genieten ze van belastingvoordelen wanneer zij investeren in elektrische voertuigen. Dat belastingvoordeel loopt op tot gemiddeld 3 procent van het aanschafbedrag.
Een van de voornaamste redenen om elektrisch te rijden blijft het milieu. Duurzaamheid is voor ondernemers steeds belangrijker. Elektrisch rijden zorgt voor een flinke vermindering van de CO2-uitstoot op de weg, vooral bij het rijden op groen opgewekte stroom. En die vermindering van CO2-uitstoot is hard nodig. Er zijn honderden miljoenen voertuigen op de wereld die bijna allemaal rijden op fossiele brandstoffen. Deze brandstoffen raken uiteindelijk uitgeput, worden duurder en vervuilen de lucht. Elektrisch rijden kan dit voorkomen.
Geluidshinder kan vervelende gevolgen hebben: slaaptekort, stress en zelfs de dood. Elektrisch rijden blijkt de succesvolste manier van het terugdringen van geluidshinder in woonwijken te zijn. Uit onderzoek van het Planbureau voor de Leefomgeving blijkt dat de geluidshinder van auto’s in steden afneemt met ongeveer 30% bij een volledig elektrisch wagenpark. Niet alleen is dit beter voor de nationale gezondheid, hierdoor kan er ook op geluidsmaatregelen worden bespaard. Nummer 1 in de lijst van geluidshinder door verkeer is de bromfiets. Maar liefst 1 op de 4 mensen ervaart overlast van het geluid van traditionele bromfietsen, aldus de Nederlandse Stichting Geluidshinder.
Elektrisch rijden zit flink in de lift. En door alle milieudoelstellingen van overheden en instanties, blijft dit naar verwachting alleen nog maar groeien. Bedrijven willen duurzaam zijn, wat als gevolg heeft dat er veel geld en onderzoek wordt gestoken in de ontwikkeling van elektrische mobiliteit. Hierdoor wordt bijvoorbeeld de actieradius verhoogd en de techniek nog meer verbeterd.

## Verschillende accu's
Voor elektrische scooters worden over het algemeen twee soorten accu's gebruikt. Een lithium-ion-accu of een silicium-gel (gesloten) loodaccu. Er zijn elektrische scooters waarbij de accu uitneembaar is. Anno 2022 worden er vaak LFP-accu's gebruikt (lithium-ijzer-fosfaat) vanwege het feit dat deze accu's geen nikkel of kobalt bevatten. Een groot voordeel aan elektrische scooters is dat ze geen startproblemen hebben bij koud weer. De meeste elektrische scooters hebben namelijk een ingebouwd verwarmingselement, dat de accu warm houdt tijdens het opladen. Hierdoor blijft de accu op temperatuur en kan de scooter direct wegrijden.

## Actieradius
De actieradius van een elektrische scooter is afhankelijk van de capaciteit van de accu (28 Ah of 37 Ah) en factoren zoals rijgedrag, tegenwind, gewichtsbelasting (inclusief eventuele bijrijder). Er zijn ook e-scooters waarbij er drie accu's kunnen worden gebruikt, wat voor een driemaal zo groot bereik kan zorgen.
Op de Nederlandse markt heeft de elektrische scooter 'Silence' de grootste actieradius: tot 120 kilometer op één acculading (150 km gehomologeerd).

## Opladen
De accu van een elektrische scooter heeft, afhankelijk van het type en de oplader, drie tot tien uur nodig om op te laden. Het opladen gebeurt door middel van een laadkabel aan een gewoon stopcontact. Indien de accu uitneembaar is kan deze met een speciale acculader ook op iedere andere plaats aan een stopcontact worden opgeladen. Er zijn ook snelladers.

## Elektrische deelscooter
Sinds de jaren 2010 kwamen in diverse steden ter wereld deelscootersystemen op, met een analoge werking als deelfietsen en elektrische deelsteps

### Nederland
In Nederland is GO Sharing sinds september 2024 enkel nog actief in Amsterdam en Haarlem. Felyx en Check hebben in veel steden deelscooters.

## Nederland
In de eerste helft van 2022 werden voor het eerst meer elektrische dan benzinebromfietsen verkocht, namelijk 54 % van het totaal van 18.081 bromfietsen. Bij de snorfietsen was 45 % elektrisch, van de in totaal 18.192 verkochte.